# Symfonie nr. 76 (Haydn)
De Symfonie nr. 76 is een symfonie van Joseph Haydn, voltooid in 1782. Robert Simpson gebruikte het eerste deel voor het scherzo in zijn eigen 4de symfonie.

## Bezetting
- fluiten
- 2 hobo's
- 2 fagotten
- 2 hoorns
- strijkers

## Delen
Het werk bestaat uit vier delen:
1. Allegro
2. Adagio ma non troppo
3. Menuetto: Allegretto
4. Finale: Allegro ma non troppo

1 · 2 · 3 · 4 · 5 · 6 (Le Matin) · 7 (Le Midi) · 8 (Le Soir) · 9 · 10 · 11 · 12 · 13 · 14 · 15 · 16 · 17 · 18 · 19 · 20 · 21 · 22 (De Filosoof) · 23 · 24 · 25 · 26 (Lamentatione) · 27 · 28 · 29 · 30 (Halleluja) · 31 (Hoornsignaal) · 32 · 33 · 34 · 35 · 36 · 37 · 38 (Echo) · 39 · 40 · 41 · 42 · 43 (Mercurius) · 44 (Treursymfonie) · 45 (Afscheidssymfonie) · 46 · 47 (Palindroom) · 48 (Maria Theresia) · 49 (La Passione) · 50 · 51 · 52 · 53 (L'Impériale) · 54 · 55 (De schoolmeester) · 56 · 57 · 58 · 59 (Vuursymfonie) · 60 (Il distratto) · 61 · 62 · 63 (La Roxelane) · 64 (Tempora mutantur) · 65 · 66 · 67 · 68 · 69 (Laudon) · 70 · 71 · 72 · 73 (La chasse) · 74 · 75 · 76 · 77 · 78 · 79 · 80 · 81

88 · 89 · 90 · 91 · 92 (Oxford)

- Bibliothèque nationale de France: cb13935715x (data)
- MusicBrainz work: 93060013-92fd-4ced-b896-e78515ec17e0
- Virtual International Authority File: 294334368